# 伯爾斯米爾 (新澤西州)
伯爾斯米爾（英語：Burrs Mill）是位於美國新澤西州伯靈頓縣的非建制地區。

## 地理
伯爾斯米爾所處的海拔為高於海平面26米（即85英呎），而該地所採用的時區為UTC-5，即北美东部时区（EST）。同時該地設有夏令時間，為UTC-5調快一小時，即UTC-4（EDT）。